# ام‌وی هواریزن
ام‌وی هواریزن (به انگلیسی: MV Horizon) یک کشتی است که طول آن ۲۰۸ متر (۶۸۲ فوت) می‌باشد. این کشتی در سال ۱۹۸۹ ساخته شد.